# Grand Prix automobile d'Allemagne 1978
Résultats du Grand Prix d'Allemagne de Formule 1 1978 qui a eu lieu sur le circuit d'Hockenheim le 30 juillet 1978.

## Classement
| Pos  | N° | Pilote                | Écurie             | Tours | Temps/Abandon      | Grille | Points |
| ---- | -- | --------------------- | ------------------ | ----- | ------------------ | ------ | ------ |
| 1    | 5  | Mario Andretti        | Lotus-Ford         | 45    | 1 h 28 min 00 s 90 | 1      | 9      |
| 2    | 20 | Jody Scheckter        | Wolf-Ford          | 45    | +15 s 35           | 4      | 6      |
| 3    | 26 | Jacques Laffite       | Ligier-Matra       | 45    | +28 s 01           | 7      | 4      |
| 4    | 14 | Emerson Fittipaldi    | Fittipaldi-Ford    | 45    | +36 s 88           | 10     | 3      |
| 5    | 3  | Didier Pironi         | Tyrrell-Ford       | 45    | +57 s 26           | 16     | 2      |
| 6    | 25 | Héctor Rebaque        | Lotus-Ford         | 45    | +1 min 37 s 86     | 18     | 1      |
| 7    | 2  | John Watson           | Brabham-Alfa Romeo | 45    | +1 min 39 s 53     | 5      |        |
| 8    | 12 | Gilles Villeneuve     | Ferrari            | 45    | +1 min 56 s 87     | 15     |        |
| 9    | 35 | Riccardo Patrese      | Arrows-Ford        | 44    | +1 tour            | 14     |        |
| 10   | 32 | Keke Rosberg          | Theodore-Ford      | 42    | +3 tours           | 19     |        |
| 11   | 23 | Harald Ertl           | Ensign-Ford        | 41    | Moteur             | 17     |        |
| Dsq. | 36 | Rolf Stommelen        | Arrows-Ford        | 42    | Disqualifié        | 23     |        |
| Abd. | 6  | Ronnie Peterson       | Lotus-Ford         | 36    | Boîte de vitesses  | 2      |        |
| Dsq. | 7  | James Hunt            | McLaren-Ford       | 34    | Disqualifié        | 8      |        |
| Abd. | 27 | Alan Jones            | Williams-Ford      | 31    | Alimentation       | 6      |        |
| Abd. | 22 | Nelson Piquet         | Ensign-Ford        | 31    | Moteur             | 21     |        |
| Abd. | 19 | Vittorio Brambilla    | Surtees-Ford       | 24    | Alimentation       | 20     |        |
| Abd. | 8  | Patrick Tambay        | McLaren-Ford       | 16    | Accident           | 11     |        |
| Abd. | 11 | Carlos Reutemann      | Ferrari            | 14    | Alimentation       | 12     |        |
| Abd. | 1  | Niki Lauda            | Brabham-Alfa Romeo | 11    | Moteur             | 3      |        |
| Abd. | 15 | Jean-Pierre Jabouille | Renault            | 5     | Moteur             | 9      |        |
| Abd. | 9  | Jochen Mass           | ATS-Ford           | 1     | Moteur             | 22     |        |
| Abd. | 16 | Hans-Joachim Stuck    | Shadow-Ford        | 1     | Accident           | 24     |        |
| Abd. | 4  | Patrick Depailler     | Tyrrell-Ford       | 0     | Accident           | 13     |        |
| Nq.  | 17 | Clay Regazzoni        | Shadow-Ford        |       | Non qualifié       |        |        |
| Nq.  | 10 | Jean-Pierre Jarier    | ATS-Ford           |       | Non qualifié       |        |        |
| Nq.  | 18 | Rupert Keegan         | Surtees-Ford       |       | Non qualifié       |        |        |
| Nq.  | 37 | Arturo Merzario       | Merzario-Ford      |       | Non qualifié       |        |        |
| Npq. | 31 | René Arnoux           | Martini-Ford       |       | Non préqualifié    |        |        |
| Npq. | 30 | Brett Lunger          | McLaren-Ford       |       | Non préqualifié    |        |        |

Légende :
- Abd.=Abandon.

## Pole position et record du tour
- Pole position : Mario Andretti en 1 min 51 s 90 (vitesse moyenne : 218,413 km/h).
- Tour le plus rapide : Ronnie Peterson en 1 min 55 s 62 au 26e tour (vitesse moyenne : 211,386 km/h).

## Tours en tête
- Ronnie Peterson : 4 (1-4)
- Mario Andretti : 41 (5-45)

## À noter
- 11e victoire pour Mario Andretti.
- 69e victoire pour Lotus en tant que constructeur.
- 115e victoire pour Ford Cosworth en tant que motoriste.
- Rolf Stommelen et James Hunt sont disqualifiés pour avoir pris la voie des stands à contresens.